# العلاقات الفانواتية الكونغوية
العلاقات الكونغولية الفانواتية هي العلاقات الثنائية التي تجمع بين جمهورية الكونغو وفانواتو.

## مقارنة بين البلدين
هذه مقارنة عامة ومرجعية للدولتين:
| وجه المقارنة                                              | [[تصنيف:صفحات تستخدم رمز علم غير موجود\|]] جمهورية الكونغو | فانواتو                                  |
| --------------------------------------------------------- | ---------------------------------------------------------- | ---------------------------------------- |
| المساحة (كم2)                                             | 342.00 ألف                                                 | 12.19 ألف                                |
| عدد السكان (نسمة)                                         | 5.26 مليون                                                 | 276.24 ألف                               |
| الكثافة السكانية (ن./كم²)                                 | 15.38                                                      | 22.66                                    |
| العاصمة                                                   | برازافيل                                                   | بورت فيلا                                |
| اللغة الرسمية                                             | لغة فرنسية                                                 | اللغة البسلاما، لغة فرنسية، لغة إنجليزية |
| العملة                                                    | فرنك وسط أفريقي                                            | فاتو فانواتي                             |
| الناتج المحلي الإجمالي (بليون دولار)                      | 8.72 مليار                                                 | 862.88 مليون                             |
| الناتج المحلي الإجمالي (تعادل القوة الشرائية) بليون دولار | 29.48 مليار                                                | 790.76 مليون                             |
| الناتج المحلي الإجمالي الاسمي للفرد دولار أمريكي          | 1.85 ألف                                                   | 2.81 ألف                                 |
| الناتج المحلي الإجمالي للفرد دولار أمريكي                 |                                                            | 3.03 ألف                                 |
| مؤشر التنمية البشرية                                      | 0.591                                                      | 0.594                                    |
| رمز المكالمات الدولي                                      | +242                                                       | +678                                     |
| رمز الإنترنت                                              | .cg                                                        | .vu                                      |
| المنطقة الزمنية                                           | ت ع م+01:00                                                | ت ع م+11:00                              |

## منظمات دولية مشتركة
يشترك البلدان في عضوية مجموعة من المنظمات الدولية، منها:
| علم المنظمة | اسم المنظمة                                 | تاريخ انضمام جمهورية الكونغو | تاريخ انضمام فانواتو |
| ----------- | ------------------------------------------- | ---------------------------- | -------------------- |
|             | يونسكو                                      | 24 أكتوبر 1960               | 10 فبراير 1994       |
|             | مؤسسة التمويل الدولية                       | 1 أكتوبر 1980                | 28 سبتمبر 1981       |
|             | منظمة حظر الأسلحة الكيميائية                | ?                            | ?                    |
|             | مؤسسة التنمية الدولية                       | 8 نوفمبر 1963                | 28 سبتمبر 1981       |
|             | منظمة التجارة العالمية                      | ?                            | ?                    |
|             | وكالة ضمان الاستثمار متعدد الأطراف          | 16 أكتوبر 1991               | 27 يوليو 1988        |
|             | الأمم المتحدة                               | 20 سبتمبر 1960               | 15 سبتمبر 1981       |
|             | البنك الدولي للإنشاء والتعمير               | 10 يوليو 1963                | 28 سبتمبر 1981       |
|             | مجموعة دول أفريقيا والكاريبي والمحيط الهادئ | ?                            | ?                    |